# Psychotria dressleri
Psychotria dressleri är en måreväxtart som först beskrevs av John Duncan Dwyer, och fick sitt nu gällande namn av Clement W. Hamilton. Psychotria dressleri ingår i släktet Psychotria och familjen måreväxter. Inga underarter finns listade i Catalogue of Life.